# Pierluigi Collina
Pierluigi Collina, beceneve Kojak (Bologna, 1960. február 13. –) olasz nemzetközi labdarúgó-játékvezető. Polgári foglalkozása pénzügyi tanácsadó.

## Élete és pályafutása
Fiatalon kialakult alopecia (vérszegénység, immunhiány) következtében a fej egész szőrzetét elveszítette. Bolognában a helyi egyetemre járt, közgazdaságtanból szerzett diplomát. A FIFA értékelése szerint őt tartják a valaha tevékenykedő játékvezetők közül az egyik legjobbnak.
Játékvezetői filozófiája: „Ha a játékos a kezdés utáni percektől elfogadja a játékvezetőt, akkor a mérkőzésen a legjobb teljesítményt hozza ki magából, hiszen nem kell másra figyelnie, csak a futballra”. [forrás?]
Labdarúgóként
Serdülő évei alatt egy helyi csapatban középső védőként játszott, de 1977-ben meggyőzték, hogy a munkája mellett végezzen el egy játékvezetői tanfolyamot, ahol az oktatási képessége mellett felfedezték, hogy különös hajlama van az emberek vezetésére, irányítására. Bár Collinát egynek tekintik a labdarúgással, kedvenc sportjátéka a kosárlabdázás. Collina a Fortitudo Bologna életre szóló támogatója, ez a csapat Európa vezető kosárlabdaklubjai közül az egyik.[forrás?]
Labdarúgó játékvezetőként
1977-ben lett játékvezető. 1991-ben vezetett először mérkőzést az olasz bajnokságban, 1995-ben FIFA-kerettag lett. A FIFA JB központi nyelvei közül az angolt, a spanyolt és a franciát beszéli. 1996-ban a nyári olimpia döntőjét vezette. 1999-ben a BL-döntőt, 2002-ben a világbajnokság döntőjét bízták rá. 2005-ben az Olasz JB a nemzeti élvonalbeli játékvezetők korhatárát 46 évre emelte, hogy Collina tovább működhessen. Collina reklámszerződései a szövetségben konfliktushoz vezettek. Egyre több támadás érte vélt vagy valós játékvezetői tévedések miatt. 2006-ban visszavonult az aktív játékvezetéstől.
1995 és 2004 között volt nemzetközi játékvezető. Az olasz nemzetközi játékvezetők rangsorában, a világbajnokság-Európa-bajnokság sorrendjében többedmagával az 1. helyet foglalja el 28 találkozó szolgálatával.[forrás?] Az UEFA által szervezett labdarúgó kupasorozatokban összesen 64 mérkőzést vezetett.[forrás?]
Sportvezetőként
Játékvezetői tanácsadó, instruktor a hazai labdarúgásban, az olasz Football Referees Associationba (AIA) tagja.[mikor?][forrás?] 2018-ig, nyolc éven át instruktora volt az UEFA Játékvezető Bizottságának.

## Fontosabb mérkőzései játékvezetőként
A listában a világbajnokság, az Európa-bajnokság, az olimpiai játékok, az európai nemzetközi kupadöntők, valamint a nemzeti kupadöntők és nemzeti szuperkupa-döntők szerepelnek.
| Labdarúgó-világbajnokság       | 5 (1998, 2002)                  |
| Labdarúgó-Európa-bajnokság     | 6 (2000, 2004)                  |
| Olimpiai játékok               | 4 (1996)                        |
| Európai, nemzetközi kupadöntők | 2 (BL – 1999, UEFA-kupa – 2004) |
| Olasz labdarúgókupa            | 1 (2005)                        |
| Olasz szuperkupa               | 2 (2003, 2004)                  |

### Labdarúgó-világbajnokság
Az 1998-as és a 2002-es labdarúgó-világbajnokságon is játékvezetőként alkalmazták. A 2002-es világbajnokság döntőjét 12. európaiként, 2. olaszként vezethette.
| Időpont          | Helyszín                          | Típus                       | Mérkőzés             | Forrás |
| ---------------- | --------------------------------- | --------------------------- | -------------------- | ------ |
| 1998. június 13. | Stade de France, Saint-Denis      | csoportmérkőzés (E csoport) | Hollandia–Belgium    |        |
| 1998. június 24. | Felix Bollaert Stadion, Lens      | csoportmérkőzés (C csoport) | Franciaország–Dánia  |        |
| 2002. június 7.  | Városi Stadion, Szapporo          | csoportmérkőzés (F csoport) | Argentína–Anglia     |        |
| 2002. június 18. | Mijagi Stadion, Mijagi prefektúra | nyolcaddöntő                | Japán–Törökország    |        |
| 2002. június 30. | Nemzetközi Stadion, Jokohama      | döntő                       | Brazília–Németország |        |

### Labdarúgó-Európa-bajnokság
A 2000-es és a 2004-es labdarúgó-Európa-bajnokságon az UEFA játékvezetőként foglalkoztatta.
| Időpont          | Helyszín                              | Típus                       | Mérkőzés                    | Forrás |
| ---------------- | ------------------------------------- | --------------------------- | --------------------------- | ------ |
| 2000. június 11. | ArenA Stadion, Amszterdam             | csoportmérkőzés (D csoport) | Hollandia–Csehország        |        |
| 2000. június 17. | Stade du Pays de Charleroi, Charleroi | csoportmérkőzés (A csoport) | Anglia–Németország          |        |
| 2000. június 25. | Jan Breydel Stadion, Brugge           | negyeddöntő                 | Spanyolország–Franciaország |        |
| 2004. június 12. | Dragão Stadion, Porto                 | csoportmérkőzés (A csoport) | Portugália–Görögország      |        |
| 2004. június 21. | Luz Stadion, Lisszabon                | csoportmérkőzés (B csoport) | Horvátország–Anglia         |        |
| 2004. július 1.  | Dragão Stadion, Porto                 | elődöntő                    | Görögország–Csehország      |        |

### Olimpiai játékok
Az 1996. évi nyári olimpiai játékok férfi tornáján a FIFA játékvezetőként foglalkoztatta. Az olimpiai döntők közül 13. európaiként, 2. olaszként a 19. döntő találkozót vezethette.
| Időpont            | Helyszín                     | Típus                       | Mérkőzés                   | Forrás                                                         |
| ------------------ | ---------------------------- | --------------------------- | -------------------------- | -------------------------------------------------------------- |
| 1996. július 20.   | Citrus Bowl Stadion, Orlando | csoportmérkőzés (B csoport) | Spanyolország–Szaúd-Arábia | Archiválva 2013. június 30-i dátummal a Wayback Machine-ben    |
| 1996. július 23.   | Citrus Bowl Stadion, Orlando | csoportmérkőzés (D csoport) | Nigéria–Japán              | Archiválva 2014. február 22-i dátummal a Wayback Machine-ben   |
| 1996. július 27.   | Orange Bowl Stadion, Miami   | egyik negyeddöntő           | Portugália–Franciaország   | Archiválva 2014. február 22-i dátummal a Wayback Machine-ben   |
| 1996. augusztus 3. | Sanford Stadion, Athens      | döntő                       | Nigéria–Argentína          | Archiválva 2008. augusztus 26-i dátummal a Wayback Machine-ben |

### Nemzetközi kupamérkőzések
Collina két európai kupadöntőt vezetett, 1999-ben a BL döntőjét, 2004-ben az UEFA-kupáét. A 45. játékvezető – az 5. olasz – aki UEFA-bajnokok ligája döntőt vezetett.
| Típus                              | Időpont         | Helyszín                    | Mérkőzés                               | Forrás |
| ---------------------------------- | --------------- | --------------------------- | -------------------------------------- | ------ |
| 1999-es UEFA-bajnokok ligája-döntő | 1999. május 26. | Camp Nou Stadion, Barcelona | Manchester United FC–FC Bayern München |        |
| 2004-es UEFA-kupa-döntő            | 2004. május 19. | Ullevi Stadion, Göteborg    | Valencia CF–Olympique de Marseille     |        |

### Olasz labdarúgókupa
| Időpont             | Helyszín                        | Mérkőzés típusa | Mérkőzés             |
| ------------------- | ------------------------------- | --------------- | -------------------- |
| 2003. augusztus 3.  | Giants Stadion, East Rutherford | Olasz kupadöntő | Juventus FC–AC Milan |
| 2004. augusztus 21. | Giuseppe Meazza Stadion, Milánó | Olasz kupadöntő | AC Milan–SS Lazio    |

### Olasz labdarúgó-szuperkupa
| Időpont        | Helyszín               | Mérkőzés típusa                       | Mérkőzés               |
| -------------- | ---------------------- | ------------------------------------- | ---------------------- |
| 2005. május 3. | Olimpiai Stadion, Róma | Olasz szuperkupa-döntő, első mérkőzés | AS Roma–Internazionale |

## Írásai
2003-ban kiadta az önéletrajzát, The Rules of The Game (Le Mie Regole Del Gioco)

### Magyarul
- Az én pályám. Mindaz, amire a labdarúgás megtanított; ford. Vigh István; Park, Bp., 2004

## Sikerei, díjai
- Az IFFHS hatszor választotta meg a világ legjobb játékvezetőjének: 1998, 1999, 2000, 2001, 2002, 2003.[5]
- 1982-ben a World Soccer Magazine létrehozta az "Év játékosa", az "Év edzője" az "Év csapata" díjakat. Először 2005-ben adták át az első Év játékvezetője díjat, amit Collina kapott meg.[forrás?]
- Az IFFHS (International Federation of Football History & Statistics) 1987–2011 évadokról tartott nemzetközi szavazásán 151 játékvezető besorolásával minden idők legjobb (1) bírójának rangsorolta.[forrás?]

## Családja
Collina nős, felesége Gianna. A házaspárnak két lánya született.